# Heinz Otto Wehmann

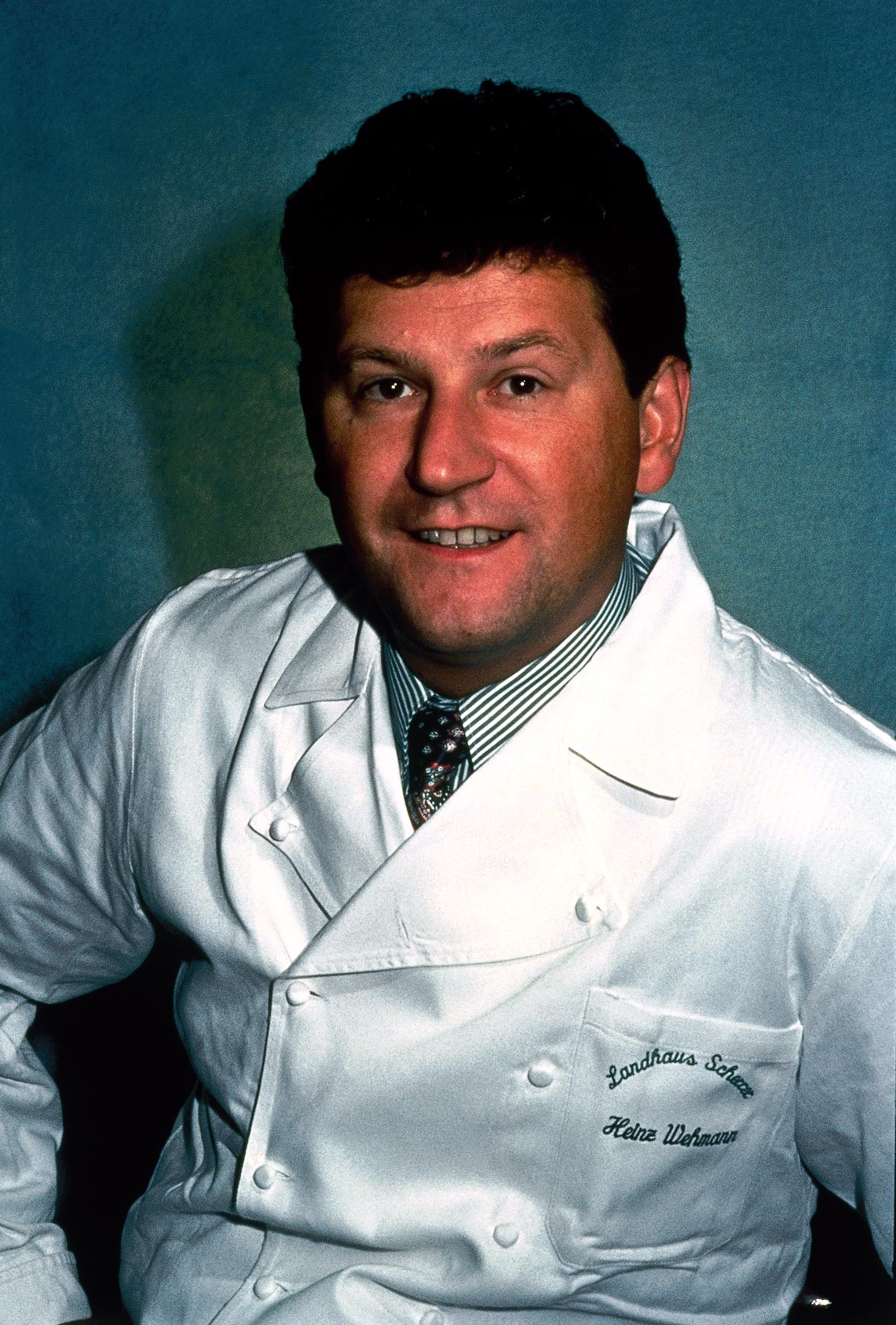
Heinz Otto Wehmann (2006)

Heinz Otto Wehmann (* 13. März 1955 in Versmold) ist ein deutscher Koch und Kochbuchautor. Er ist seit 1982 Mitinhaber des Landhauses Scherrer in Hamburg.

## Leben

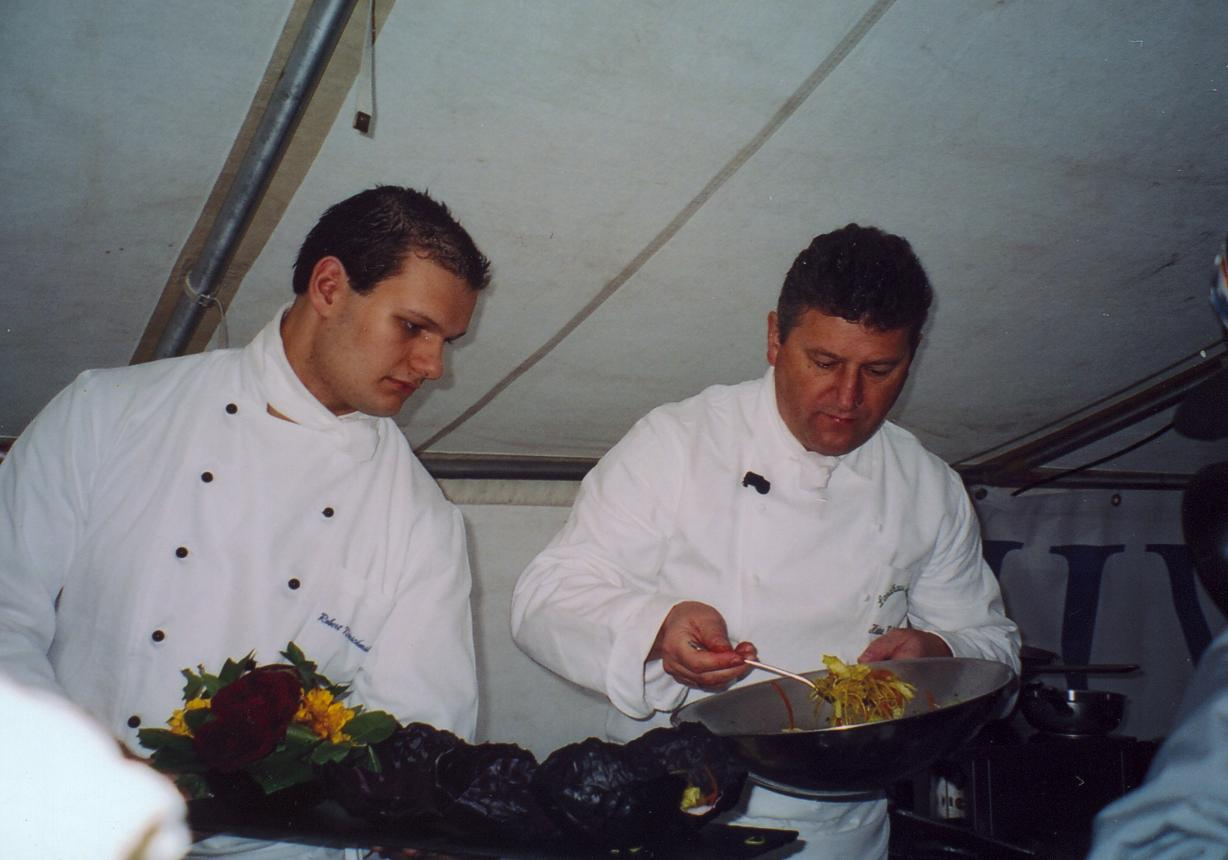
Heinz Wehmann in Aktion (2006)

Heinz Wehmann wuchs als Sohn einer Gastwirtsfamilie auf. Seine Mutter war Köchin. Die berufliche Ausbildung erhielt er in Ostwestfalen. Ab 1975 arbeitete er fünf Jahre im Hotel Atlantic in Hamburg. Mit 25 Jahren legte er die Meisterprüfung als jüngster und bester Teilnehmer ab und wurde stellvertretender Küchenchef im Atlantic Hotel.
1980 wechselte er zum Restaurant Landhaus Scherrer, wo er seit 1981 Küchenchef und Geschäftsführer ist. Seit dem Tod Armin Scherrers im Jahr 1982 sind Wehmann und Emmi Scherrer Inhaber des Landhauses. Seit vielen Jahren wird sein Restaurant mit einem Michelinstern ausgezeichnet.
Wehmann kocht in der Kochsendung „Mein Nachmittag“ um 16:00 Uhr beim NDR.
Bei vielen Events kochte Heinz Wehmann unter anderem mit Jörg Müller, Heinz Winkler, Eckart Witzigmann, Alfons Schuhbeck und Harald Wohlfahrt.
2011 feierte Heinz Wehmann mit dem 35-jährigen Jubiläum des Landhauses Scherrer sein 31-jähriges Bestehen in der Spitzengastronomie.
Wehmann ist verheiratet, lebt in Hamburg und hat zwei Kinder.

## Kreationen

Heinz Wehmanns Kreationen
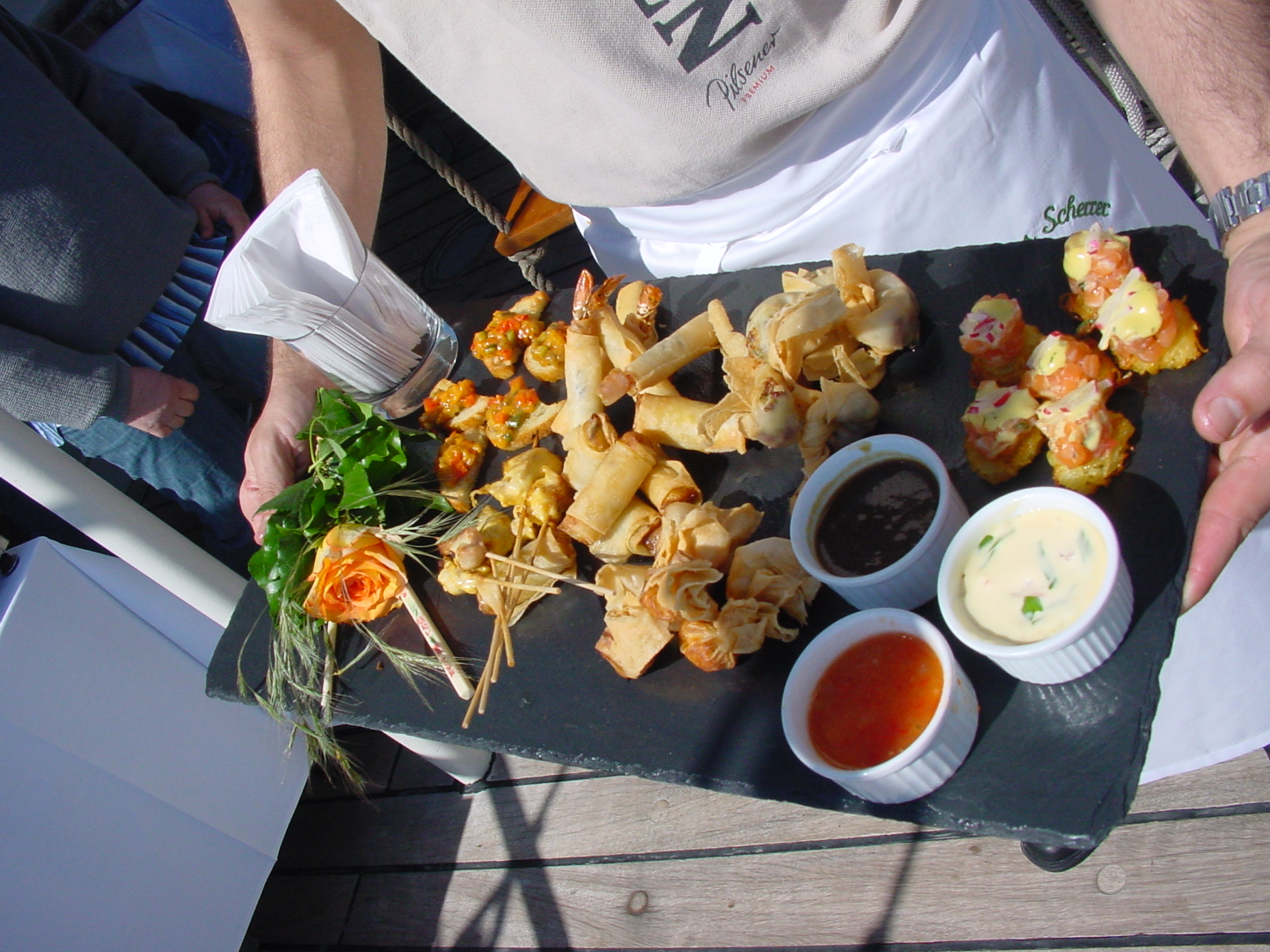
Fingerfood auf einer Schieferplatte
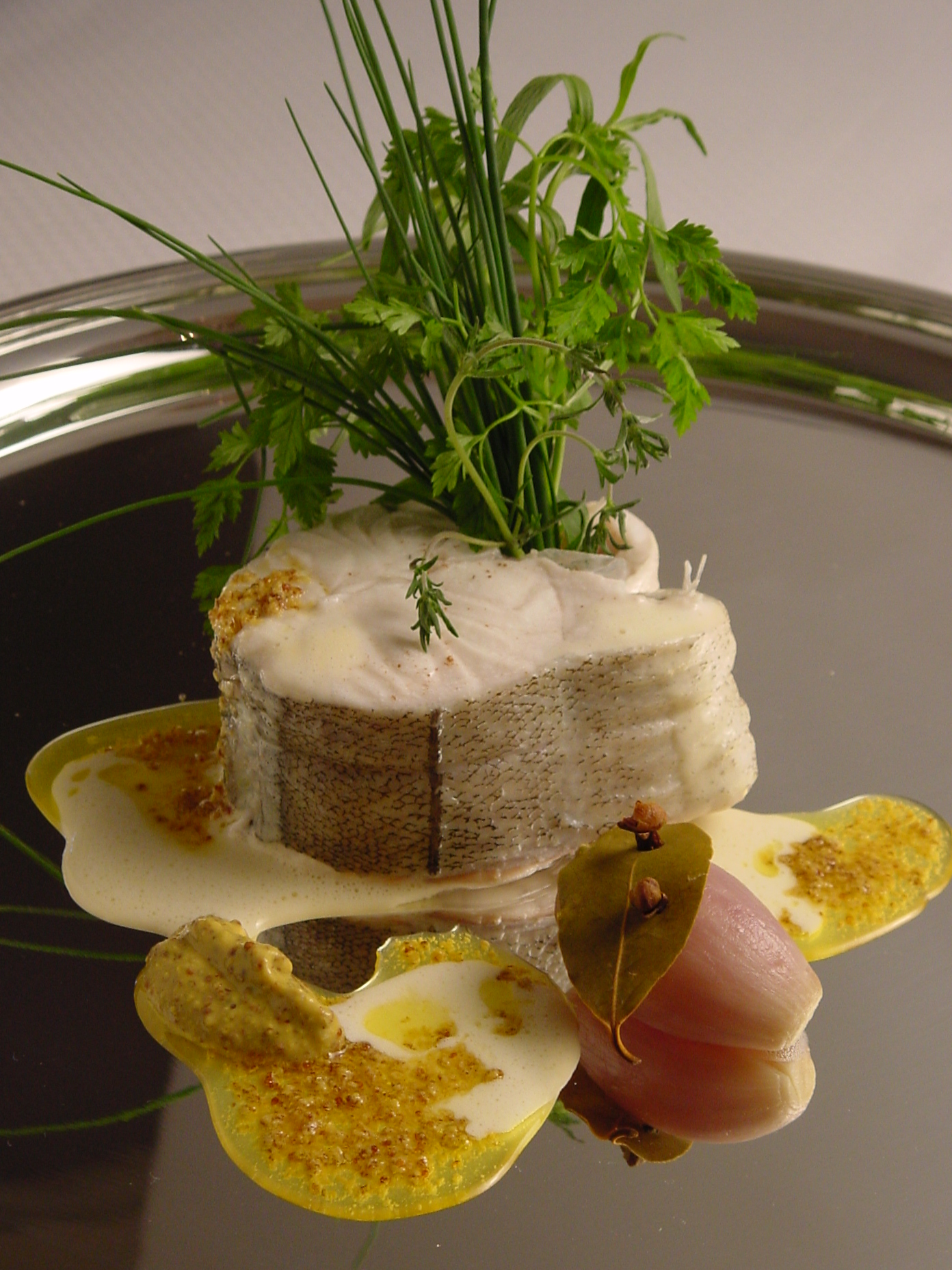
Angelschellfisch mit Senfbutter
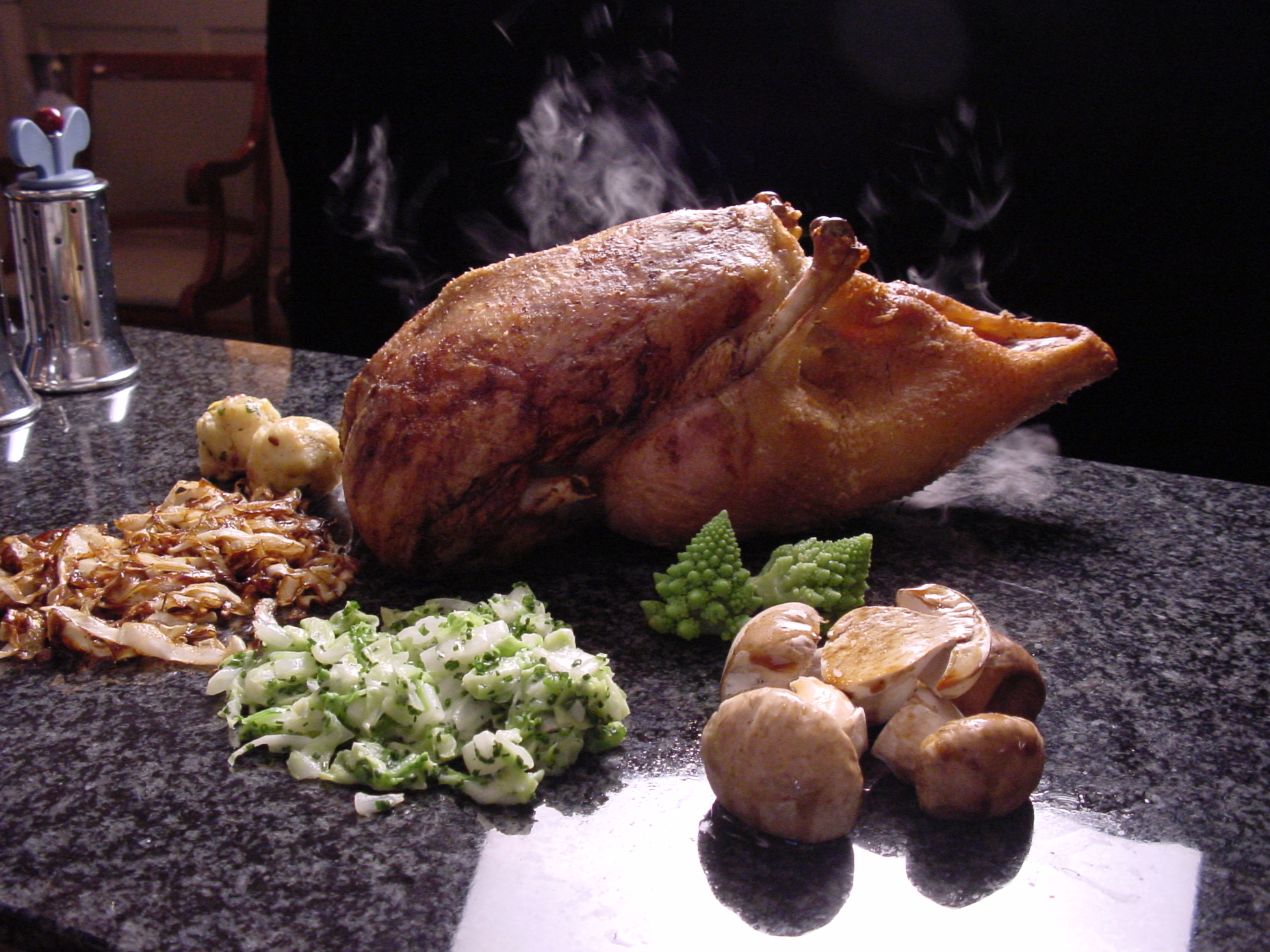
Krosse Vierländer Ente vom Wagen serviert
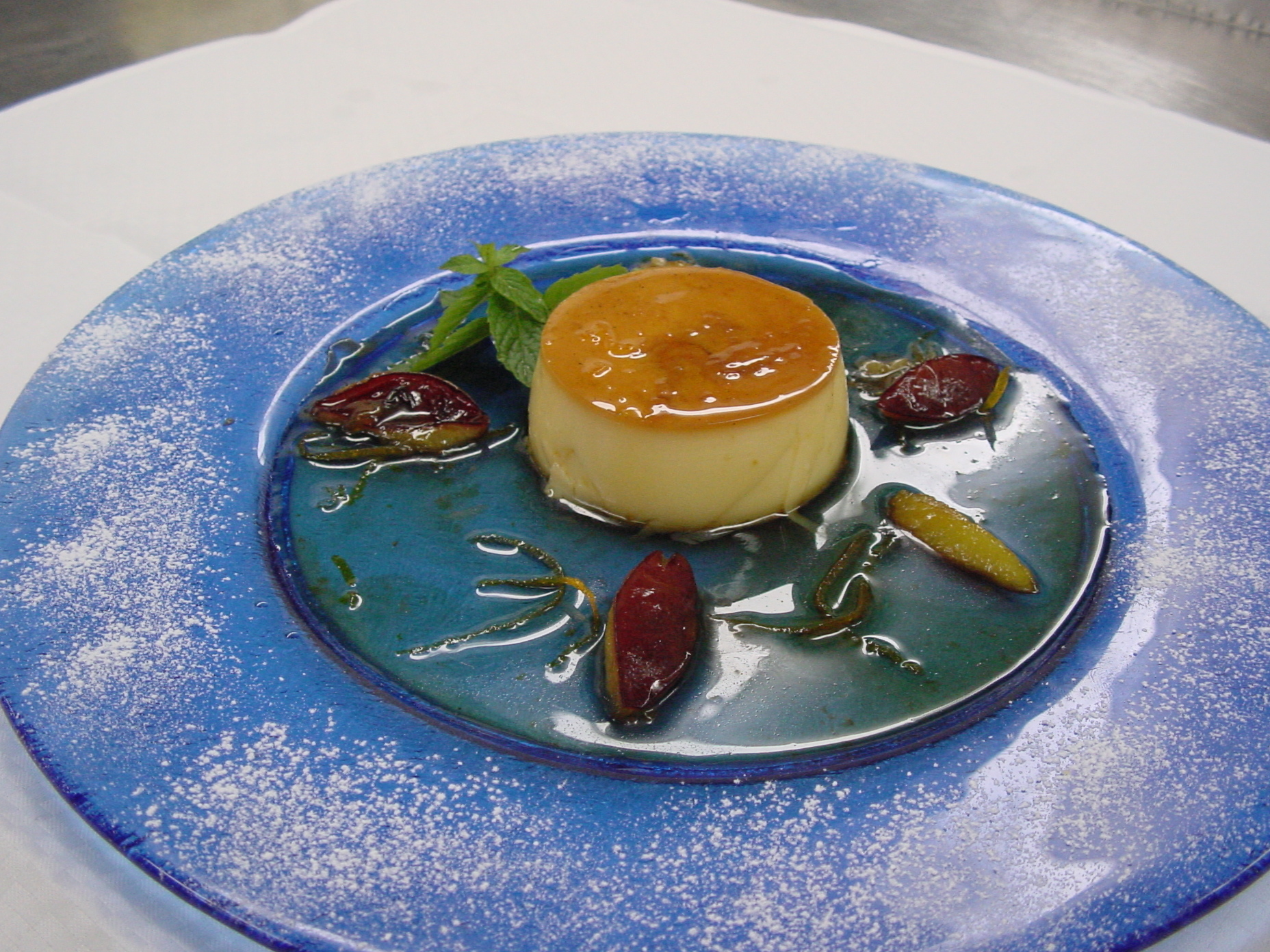
Caramelcreme mit Pflaumen

## Auszeichnungen
- Guide Michelin – 1 Stern
- Gault Millau – 16 Punkte
- Der Feinschmecker – 3,5 F
- Schlemmer Atlas – 4 Bestecke

## Kochbücher
- Kleines Kochbuch für den Fisch. (1989), ISBN 3-576-04297-0 (mitgewirkt)
- Ochsenschwanz und weiße Trüffel. Hugendubel, München 1996, ISBN 3-88034-874-X.
- Eine kulinarische Entdeckungsreise durch Hamburg und das Alte Land. Umschau, Frankfurt am Main 2002, ISBN 3-8295-6418-X.
- Kochen Sie Norddeutsch? Hamburger Abendblatt, Hamburg 2010, ISBN 978-3-939716-39-6.
- Wehmanns Rezepte – Raffiniert kochen leicht gemacht Hinstorff, Rostock 2010, ISBN 978-3-356-01397-9.